# Soljani

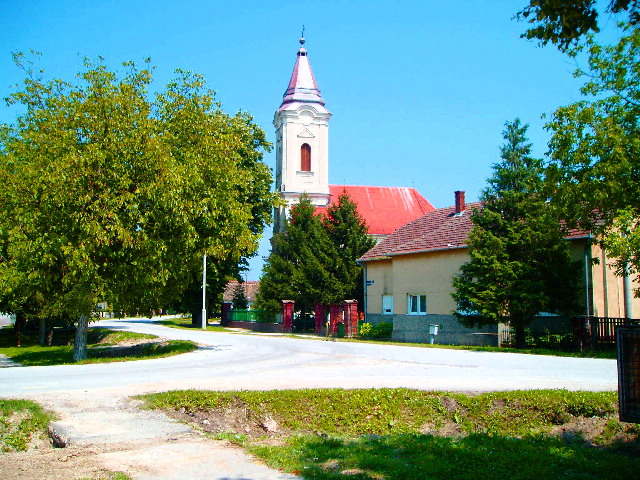
Soljani

Soljani este o localitate în Slavonia, Croația. Are o populație de 1.554 locuitori.